# Martha Hunt
Martha Seifert Hunt (Wilson, 27 de abril de 1989), é  uma modelo norte-americana. Célebre por desfilar no Victoria's Secret Fashion Show de 2013, 2014, 2015, 2016 e 2017. Desde 2015, Martha é uma Angel da Victoria's Secret.

## Vida
Martha Hunt foi descoberta por um fotógrafo na cidade de Charlotte, na Carolina do Norte. Depois disso Martha logo se mudou para Nova York para desenvolver sua carreira de modelo.

## Carreira
Em 2007, durante a Paris Fashion Week, Martha teve seu primeiro desfile e foi para representar a marca "Issey Myake".
Essa foi a porta de entrada pois martha já participou de mais de 200 desfiles para marcas como Hugo Boss, Free People são só alguns exemplos.
Já foi capa das revistas Harper's Bazaar, Editorialist, Vogue, L'Officiel, Ocean Drive, Self Magazine, S Moda, Lucky Magazine e Hamptons Magazine.
Em 2013 Martha fez sua estreia nas passarelas do VSFS (Victoria's Secret Fashion Show) mas somente em 2015 ela desfilou como Angel.